# Alula Australis
Alula Australis eller Xi Ursae Majoris (ξ Ursae Majoris, förkortat Xi UMa, ξ UMa) som är stjärnans Bayerbeteckning, är en dubbelstjärna belägen i den södra delen av stjärnbilden Stora Björnen. Den har en kombinerad skenbar magnitud på 3,79 och är synlig för blotta ögat. Baserat på parallaxmätning inom Hipparcosuppdraget på ca 113,2 mas, beräknas den befinna sig på ett avstånd av ca 29 ljusår (ca 9 parsek) från solen.

## Nomenklatur
Xi Ursae Majoris har också de traditionella namnen Alula Australis (och felaktigt Alula Australe). Alula (delat med Ny Ursae Majoris) kommer från det arabiska frasen Al Ḳafzah al Ūla, Första källan, och Australis är latin för "södra sidan". År 2016 organiserade Internationella astronomiska unionen en arbetsgrupp för stjärnnamn (WGSN) med uppgift att katalogisera och standardisera riktiga namn för stjärnor. WGSN:s första bulletin från juli 2016 innehåller en tabell över de första två satserna av namn som fastställts av WGSN där Alula Australis anges för denna stjärna. 

## Egenskaper
Primärstjärnan i Xi Ursae Majoris är en gul till vit stjärna i huvudserien av spektralklass G0 Ve. Den har en massa såväl som en radie som är av ungefär samma storlek som solens och utsänder från dess fotosfär ungefär samma energiflöde som solen vid en effektiv temperatur på ca 5 900 K. Den klassificeras som en variabel stjärna av typ RS Canum Venaticorum och dess magnitud varierar med 0,01 storheter.
Följeslagaren Xi Ursae Majoris B har en skenbar magnitud på +4,87. Omloppsperioden för de två stjärnorna är 59,84 år, och de är för närvarande (2016) separerade med 1,2 bågsekunder eller minst 10 AE. Varje del av dubbelstjärnan är i sig en spektroskopisk dubbelstjärna. Bs följeslagare (Xi Ursae Majoris Bb) är oupplöst, men dubbelstjärnan har konstaterats ha en omloppsperiod på 3,98 dygn. Massorna hos både As och Bs följeslagare (Ab och Bb) (härledda av systemets totala massa minus de sannolika massorna av Aa och Ba bestämda av deras klass) tyder på att de förmodligen är MV-stjärnor (röda dvärgar), Bb ligger i kalla änden av M-spektrumet, inte mycket varmare än en brun dvärg.

## Historik
Alula Australis observerades den 2 maj 1780 av Sir William Herschelsom en dubbelstjärna, vilket gjorde den till den första av detta slag som någonsin upptäckts. Det var den första visuella dubbelstjärnan för vilken en bana beräknades, när den fastställdes av Félix Savary 1828.